# Chilorhinus
Chilorhinus is een geslacht van straalvinnige vissen uit de familie van de valse murenen (Chlopsidae). De wetenschappelijke naam van het geslacht werd in 1851 voorgesteld door Christian Frederik Lütken.

## Soorten
- Chilorhinus platyrhynchus (Norman, 1922)
- Chilorhinus suensonii Lütken, 1852